# Temnora radiata
Temnora radiata is een vlinder uit de familie van de pijlstaarten (Sphingidae). De wetenschappelijke naam van de soort werd in 1893 gepubliceerd door Ferdinand Karsch.